# Topobea ferruginea
Topobea ferruginea là một loài thực vật có hoa trong họ Mua. Loài này được Gleason miêu tả khoa học đầu tiên.